# Ailsa
Ailsa è un film irlandese del 1994, film d'esordio del regista Paddy Breathnach.
Il film è stato presentato al Thessaloniki International Film Festival di Salonicco. Breathnach ha vinto il premio come miglior regista esordiente al Festival internazionale del cinema di San Sebastián 1994.